# Neudorf (Varel)

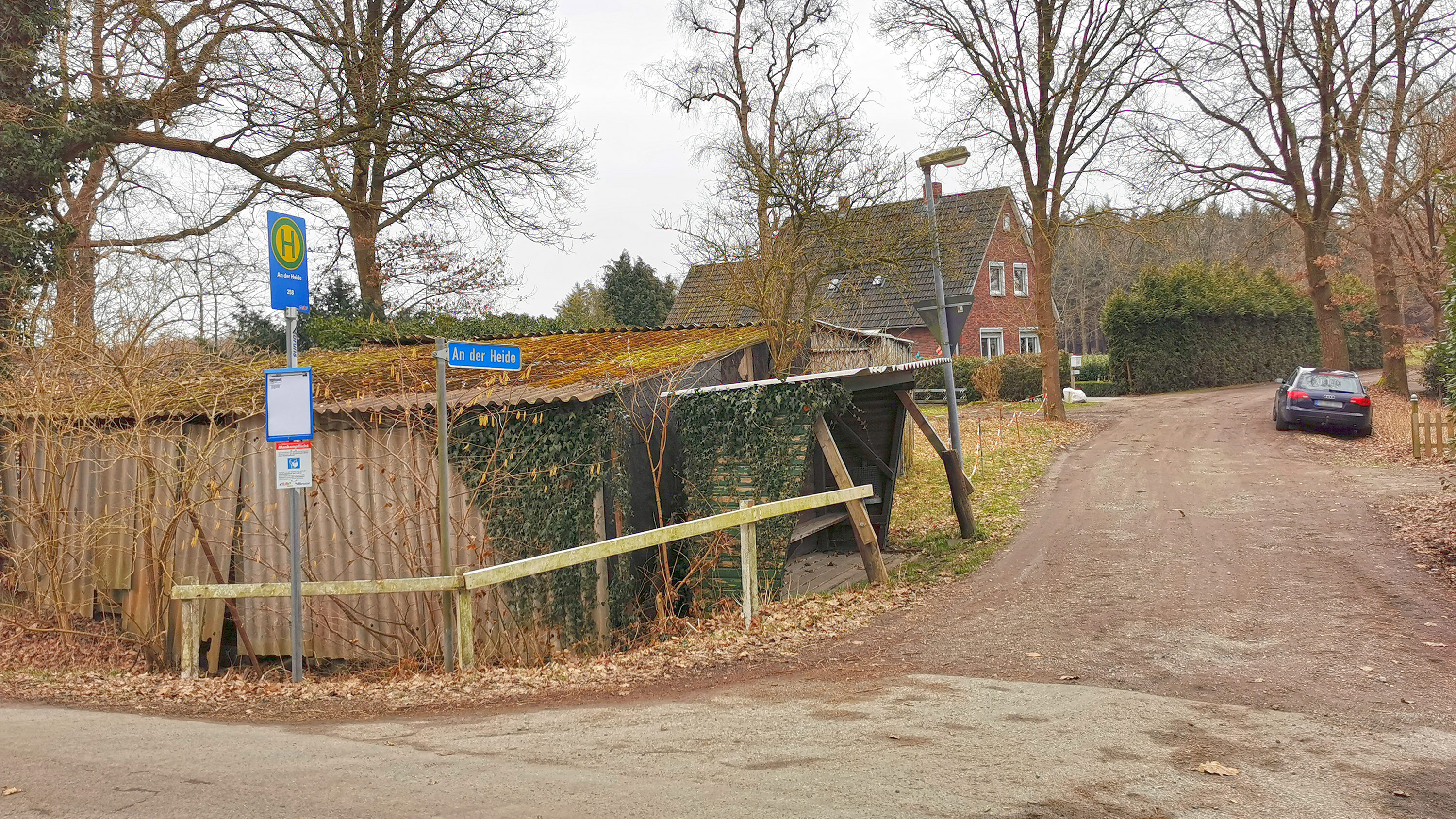
Straße "An der Heide" und gleichnamige Bushaltestelle

Neudorf ist ein Stadtteil von Varel im Landkreis Friesland in Niedersachsen.

## Lage
Neudorf liegt im Süden von Varel an der Kreisstraße K 107 von Neuenwege nach Hohelucht. Im Westen von Neudorf liegt der Vareler Stadtteil Neuenwege, im Norden der Stadtteil Büppel und im Osten der Stadtteil Hohelucht. Im Süden befindet sich der zur Gemeinde Jade gehörende Ort Jaderberg.

## Geschichte
Auf dem Gebiet des heutigen Ortes Neudorf entstand um 1800 das erste Haus. Bis 1829 gehörte das Gebiet noch zum Nachbarort Neuenwege. Wie in Neuenwege lebten die Bewohner vom Moor. Das Umland war unwegsam und Berichten zufolge musste die erste Kuh für Neudorf von Hohelucht auf einem Scheuentor durch das Moor transportiert werden.
Neudorf war bis zum 30. Juni 1972 Teil der Gemeinde Varel-Land.